# Peggy Shaw
Peggy Shaw (1905–1990) fue una actriz de cine estadounidense de la época del cine mudo. Antes de su carrera cinematográfica hizo apariciones en los shows de Florenz Ziegfeld.

## Filmografía seleccionada
- A Stage Romance (1922)
- Who Are My Parents? (1922)
- My Friend the Devil (1922)
- The Custard Cup (1923)
- Skid Proof (1923)
- Does It Pay? (1923)
- The Grail (1923)
- The Plunderer (1924)
- In Hollywood with Potash and Perlmutter (1924)
- Winner Take All (1924)
- Gold Heels (1924)
- The Fighting Demon (1925)
- Subway Sadie (1926)
- Hoof Marks (1927)
- His Rise to Fame (1927)
- The Little Buckaroo (1928)
- The Ballyhoo Buster (1928)